# Heimenhausen
Heimenhausen es una comuna suiza del cantón de Berna, situada en el distrito administrativo de Alta Argovia. Limita al norte con las comunas de Walliswil bei Wangen y Berken, al este con Graben, al sureste con Herzogenbuchsee, al sur con Niederönz, y al oeste con Inkwil y Wangenried.
La comuna actual es el resultado de la fusión el 1 de enero de 2009 de las antiguas comunas de Heimenhausen, Wanzwil y Röthenbach bei Herzogenbuchsee. Hasta el 31 de diciembre de 2009 situada en el distrito de Wangen.

## Cultura
Un 98.5 % de la población es de habla alemana, los francófonos e serbocroatas representan una minoría.